# Diepenau
Diepenau er en kommune med godt 3.900 indbyggere (2012), beliggende sydvest for Nienburg, i den sydvestligste del af Landkreis Nienburg/Weser i den tyske delstat Niedersachsen. Byen kalder sig Flecken Diepenau, hvor flecken (flække) betegner et mindre lokalcentrum, men som er uden byrettigheder.

## Geografi
Diepenau, der er en del af Samtgemeinde Uchte ligger mellem Rahden i Kreis Minden-Lübbecke i delstaten Nordrhein-Westfalen mod vest og Warmsen mod nordøst, omkring 7 km sydvest for det 3.263 ha store højmoseområde Großen Moors.

### Inddeling
I kommunen ligger landsbyerne:
- Bramkamp
- Diepenau
- Lavelsloh
- Essern
- Steinbrink
- Nordel

Følgende vandløb løber gennem kommunen:
- Große Wickriede
- Kleine Wickriede
- Bramkämper Bach
- Beeke
- Weberbach